# كريسبين غراي
كريسبين غراي (بالإنجليزية: Crispin Gray)‏ هو كاتب أغاني وموسيقي بريطاني، ولد في 1963 في إيزلينغتون ‏ في المملكة المتحدة.

## وصلات خارجية
- كريسبين غراي على موقع ميوزك برينز (الإنجليزية)
- كريسبين غراي على موقع ديسكوغز (الإنجليزية)